# Rolls-Royce Limited
«Rolls-Royce Limited» — британська автомобільна люкс-марка та однойменна машинобудівна компанія (1906-1987); виробник автомобілів і авіадвигунів.
Заснована Генрі Ройсом і Чарльзом Стюартом Роллсом 15 березня 1906, в результаті їх партнерства, яке почалося в 1904. В 1971 році Rolls-Royce Ltd. зазнала банкрутства і була націоналізована. У 1973 автомобільний підрозділ був відокремлений від Rolls-Royce Limited як Rolls-Royce Motors. Решта Rolls-Royce Limited проіснувала до 1987 року, коли була приватизована в ході реформи прем'єра Маргарет Тетчер з денаціоналізації британської промисловості. Після реприватизації колишнє енергобудівне відділення фірми одержало назву Rolls-Royce plc.
Штаб-квартира Rolls-Royce Motor Cars Ltd розташована у Дербі, графство Дербішир. Завод знаходиться поблизу села Вестгемпнетт у графстві Західний Сассекс.

## Автомобілі
- 1904—1906 10 hp
- 1905—1905 15 hp
- 1905—1908 20 hp
- 1905—1906 30 hp
- 1905—1906 Legalimit
- 1906—1925 40/50 Silver Ghost
- 1914-1917 Rolls-Royce Armoured Car

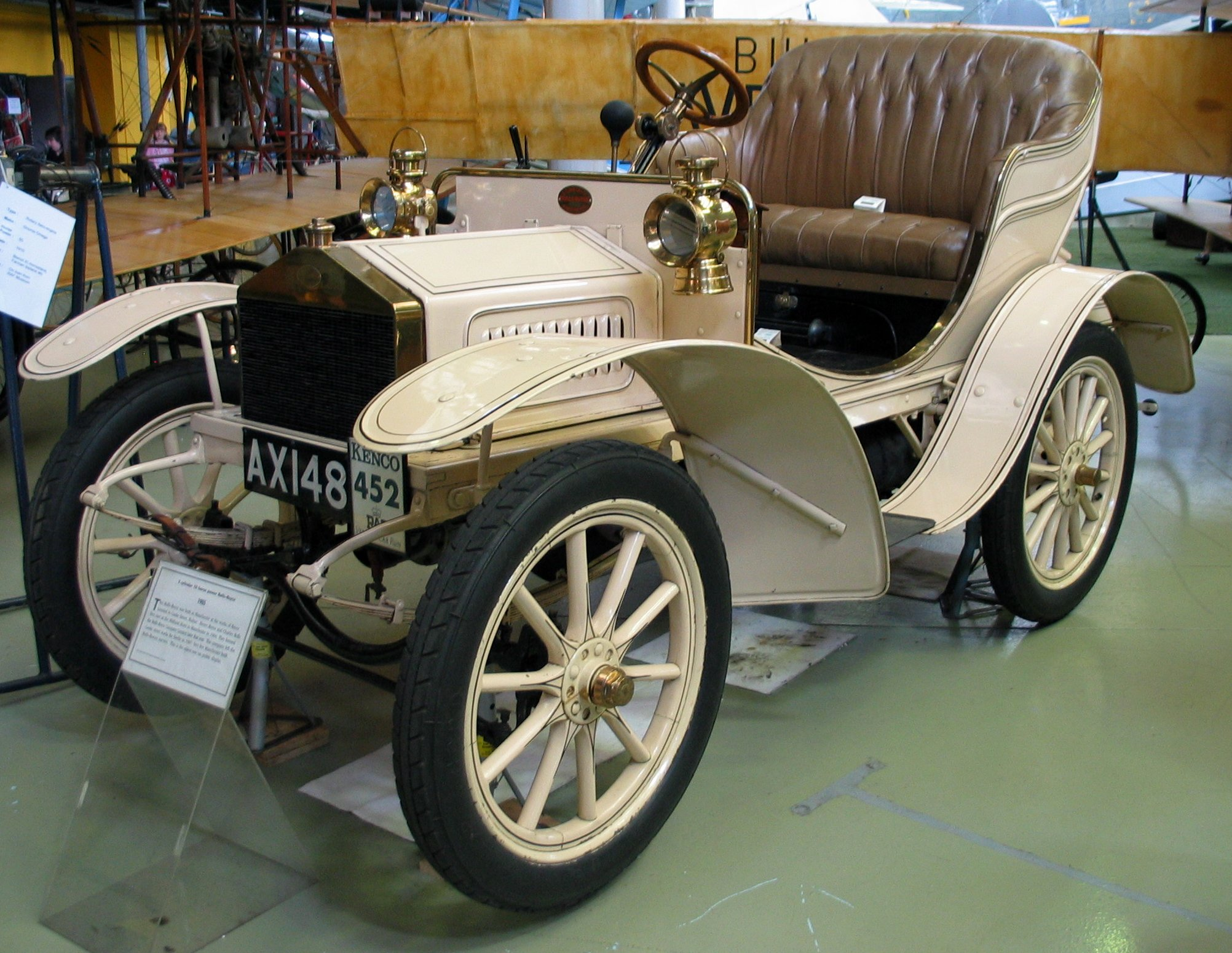
Rolls-Royce 10 H.P.,1904 — 1906 рр., вироблено 16 штук

- 1922—1929 20 hp
- 1925—1929 40/50 Phantom
- 1929—1936 20/25
- 1929—1935 Phantom II
- 1936—1938 25/30
- 1936—1939 Phantom III
- 1939—1939 Wraith
- 1946—1959 Silver Wraith
- 1949—1955 Silver Dawn
- 1950—1956 Phantom IV
- 1955—1965 Silver Cloud
- 1959—1968 Phantom V
- 1968—1992 Phantom VI
- 1965—1980 Silver Shadow

моделі Bentley (з 1933)
- 1933—1937 Bentley 3½ L
- 1936—1939 Bentley 4¼ L
- 1940—1940 Bentley 4¼ L Mk VI
- 1949—1955 Silver Wraith
- 1949—1955 Silver Dawn
- 1950—1956 Phantom IV
- 1955—1966 Silver Cloud
- 1959—1968 Phantom V